# Cathédrale Saint-Michel-et-Tous-les-Anges de Bridgetown
Cette  cathédrale ne doit pas être confondue avec une autre cathédrale de la Barbade.
 D’autres cathédrales portent le nom de cathédrale Saint-Michel.
La cathédrale Saint-Michel-et-Tous-les-Anges, ou simplement cathédrale Saint-Michel, est une cathédrale anglicane située à Bridgetown, à la Barbade. Elle est le siège du diocèse de la Barbade.

## Historique

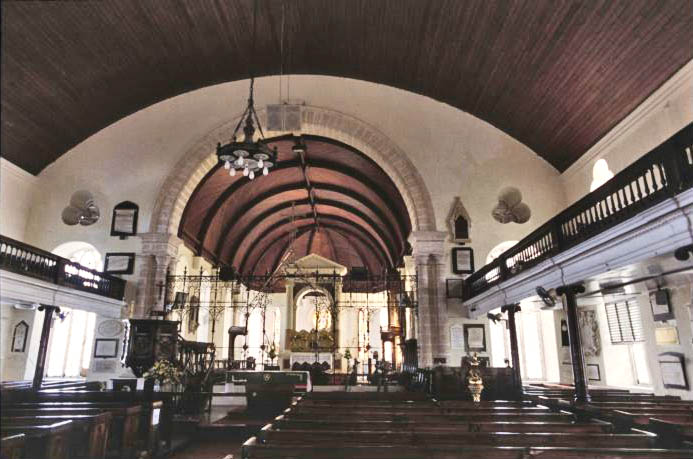
Intérieur de la cathédrale.

Une première église dédiée à saint Michel est construite en 1628 en bois qui a rapidement pourri et qui a du être reconstruite, également en bois, en 1641 à son emplacement actuel. Elle s'est révélée rapidement trop petite pour satisfaire aux besoins spirituels de la congrégation, notamment au vu de l'accroissement de la population urbaine de la Barbade. Quand l'église a été complètement détruite par ouragan en 1780, il a été décidé d'édifier une église beaucoup plus grande. En 1831, elle a de nouveau été endommagée par un ouragan et a été ouverte aux habitants de l'île en tant qu'hôpital temporaire.
La nouvelle église, reconstruite en 1784 grâce à une loterie controversée levée sur les insulaires et inauguré en 1789 lors de la fête de saint Michel et tous les Anges, peut accueillir jusqu'à 3 000 fidèles.
Historiquement, la cathédrale était réservée à l'élite barbadienne et, en tant que tel, était interdite aux Noirs, ainsi que ses environs immédiats, lorsqu'il y avait des messes avec des fidèles Blancs. Les Noirs, voulant tout de même participer au culte se tenaient dans une allée près de la cathédrale où ils pouvaient entendre les sermons et prononçaient le Amen. Cette allée est encore connu sous le nom de Amen Alley.

## Architecture

### Architecture extérieure
D'apparence géorgienne avec son architecture néo-gothique et ses arcs aux fenêtres, elle est construite avec de la pierre de corail et dispose d'une tour impressionnante avec un carillon de cloches.
De nombreuses modifications ont été entreprises sur la façade de la cathédrale avec l'ajout de contreforts pour supporter le poids du bâtiment et de son plafond et d'une horloge extérieure.
Dans le cimetière près de la cathédrale, se trouvent les tombes des deux hommes politiques locaux Grantley Herbert Adams et son fils Tom Adams.

### Architecture intérieure
La cathédrale contient des galeries au nord, sud et ouest, des vitraux représentant saint Michel, des tablettes monumentales, des sculptures et une fontaine baptismale en marbre datée de 1680. Son plafond, voûté au-dessus de l'autel, ressemble à un bateau. Sa cathèdre est sculptée dans l'acajou de la Barbade.
La salle capitulaire a été créée près du porche sud en 1888 avec des sièges pour six chanoines et le doyen. La chapelle des Saints-Sacrements se situe près de l'autel et a été consacrée en 1938.